# Forsyningsselskabet Kredsløb
Kredsløb er en dansk forsyningsvirksomhed der leverer fjernvarme til 95 % af indbyggerne i Aarhus og genanvender affald for 174.000 husstande i Aarhus Kommune. 
Koncernen ejes af Aarhus Kommune. Koncernen Kredsløb består af flere selskaber: Kredsløb Genbrug P/S, Kredsløb Holding A/S med seks datterselskaber.
Kredsløb beskæftiger ca. 500 medarbejdere og omsatte for over 2,0 milliarder danske kroner i 2021

## Historie
Kredsløb hed tidligere AffaldVarme Aarhus. Aarhus Kommunale Værker blev den 1. januar 2007 nedlagt og afløst af de to forvaltninger "AffaldVarme Aarhus" samt "Vand og Spildevand". AffaldVarme Aarhus blev til et kommunalt ejet aktieselskab AffaldVarme Aarhus A/S pr. 1. januar 2020 og skiftede navn 1. marts 2022 til Kredsløb A/S